# Lepanthes aithalos
Lepanthes aithalos är en orkidéart som beskrevs av Germán Carnevali och Ivón Mercedes Ramírez Morillo. Lepanthes aithalos ingår i släktet Lepanthes och familjen orkidéer.
Artens utbredningsområde är Venezuela. Inga underarter finns listade i Catalogue of Life.